# 人机交互特别兴趣组

人机交互特别兴趣组（英語：Special Interest Group on Computer–Human Interaction，缩写为SIGCHI），是计算机协会下属的团体，主要关注人机交互议题。该组织每年举办“计算机系统中的人为因素会议”（Conference on Human Factors in Computing Systems，CHI），CHI被视为人机交互领域中最重要的会议，参会者超过3000人。此外《ACM交互》（ACM Interactions）杂志和《ACM人机交互学报》（ACM Transactions on Computer-Human Interaction）也都由该组织编辑出版。SIGCHI还对其他多个专业会议进行赞助或合作支持。
SIGCHI前身是“社会和行为计算特别兴趣组”（SIGSOC），在1982年进行重新调整后成立。《SIGSOC Bulletin》的前编辑洛林·博尔曼（Lorraine Borman）是SIGCHI的首任主席。
1983年SIGCHI开始举办CHI会议。1988年，增设了用户界面软件与技术研讨会（Symposium on User Interface Software and Technology）和计算机支持的协同工作会议。
CHI每年会评选8人左右进入CHI学会（CHI Academy），表彰他们对人机交互领域做出的贡献。此外CHI还会颁发终生成就奖、终生服务奖、社会影响奖及杰出论文奖。